# Grochów (Trzygłów)
Grochów – przysiółek wsi Trzygłów w Polsce, położony w województwie zachodniopomorskim, w powiecie gryfickim, w gminie Gryfice, przy południowym podnóżu wzniesienia Ilna.
W latach 1975–1998 przysiółek administracyjnie należał do województwa szczecińskiego.